# Nannospalax
Nannospalax är ett omstritt släkte av däggdjur. Nannospalax ingår i familjen mullvadsråttor. Wilson & Reeder listar arterna däremot till släktet Spalax.
Kladogram enligt Catalogue of Life:
| Nannospalax | \| \| Nannospalax ehrenbergi \| \| \| \| \| \| Nannospalax leucodon \| \| \| \| \| \| Nannospalax nehringi \| \| \| \| |
|             | \| \| Nannospalax ehrenbergi \| \| \| \| \| \| Nannospalax leucodon \| \| \| \| \| \| Nannospalax nehringi \| \| \| \| |
|             | Nannospalax ehrenbergi                                                                                                 |
|             | |
|             | Nannospalax leucodon                                                                                                   |
|             | |
|             | Nannospalax nehringi                                                                                                   |
|             | |